# Huaraz
Huaraz è una città del Perù di circa 119.000 abitanti nell'area urbana, capoluogo della regione di Ancash e della provincia di Huaraz.
Ubicata ad un'altitudine di 3.091 m s.l.m. nella parte settentrionale del paese, si trova sull'altopiano Callejón de Huaylas ai piedi della Cordillera Blanca, a poca distanza dallo Huascarán che con i 6.768 m della cima sud è il più alto monte del paese.
Huaraz è una destinazione molto importante per praticare gli sport di avventura in montagna. È anche conosciuta come "la muy noble y generosa ciudad" (la città molto nobile e generosa), appellativo che risale alla lotta per l'indipendenza del Perù e che si meritò per la dedizione dimostrata dai suoi abitanti alla causa.
A seguito del terremoto di Ancash del 31 maggio 1970 che rase al suolo diverse città del Callejón de Huaylas provocando circa 30.000 vittime e mobilitò la solidarietà di diversi paesi stranieri, ha ricevuto anche il titolo di Capital de la Amistad Internacional (Capitale dell'Amicizia Internazionale).